# Pickpocket
Pickpocket é um filme francês de 1959, do cineasta Robert Bresson. Estrelou o ator amador uruguaio Martín LaSalle no papel do título o batedor de carteiras Michel, junto com Marika Green. O filme foi aplaudido por grandes nomes do cinema como Ingmar Bergman e Jean-Luc Godard, e considerado por alguns um dos melhores filmes de todos os tempos e a obra-prima de Robert Bresson, um dos grandes nomes do cinema de arte.
O filme adota os ideais de pureza, e trata da questão psicológica preferida de Bresson: a culpa e a redenção. Usando recursos mínimos em seu peculiar cinema minimalista, Bresson produziu um filme tão revolucionário para o cinema francês quanto Citizen Kane na opinião de alguns. Godard homenageou o filme dando o nome de Michel ao personagem principal de À bout de souffle, um dos principais filmes da nouvelle vague. O filme serviu de inspiração para Taxi Driver, de Martin Scorsese, com Robert De Niro.

## Sinopse
O filme é retratado de modo autobiográfico, com o personagem principal, Michael (Martin LaSelle), descrevendo os acontecimentos que se desenrolam ao longo da trama.
O relato se inicia na primeira tentativa de roubo frustrada de Michael, em um hipódromo. O protagonista é pego mas acaba se livrando devido à falta de evidências contra ele. A partir de então o que se nota é um desenvolvimento das artimanhas utilizadas pelo protagonista para abordar pessoas e afanar seus pertences pessoais com muita destreza, muitas vezes junto com cúmplices, alguns dos quais lhe ensinam vários dos truques apresentados ao longo da película.
Concomitantemente, Michael recebe a notícia de que sua mãe está muito doente, à beira da morte e, ao visitá-la, conhece Jeanne (Marika Green), uma vizinha responsável pelos cuidados da sua progenitora. Forma-se aí uma relação afetuosa que posteriormente teria motivado a tentativa do protagonista de abandonar a compulsão por bater carteiras.
Os acontecimentos das vidas "profissional" e "pessoal" de Michael se entrelaçam. Michael vai para a Itália e posteriormente para a Inglaterra, fugindo da polícia e de seus sentimentos por Jeanne, abalados por um suposto envolvimento entre ela e Jacques, um grande amigo comum aos protagonistas. Acaba voltando dois anos depois para Paris, segundo suas próprias palavras, tão pobre quanto saiu. Reencontra Jeanne, mãe de um menino de Jacques. É nessa altura que decide "endireitar-se", mas, ironicamente, acaba sendo preso devido a uma "recaída". O filme termina com uma espécie de redenção através do amor de Jeanne.
Nota-se ainda que Michael tem um estranho, quase confessional relacionamento com o oficial de polícia que o persegue durante a história. Como de costume no trabalho de Bresson, as análises psicológicas abstêm-se em favor da representação fisionômica impassível e visual recortado em ordem de focalizar a regeneração espiritual de Michael.[carece de fontes?]

## Influências
Inspirado em Crime e Castigo, de Fiodor Dostoievski, Pickpocket exerce uma influência formativa no trabalho de Paul Schrader, que a descreveu como "uma absoluta obra-de-arte" e "tão próxima da perfeição quanto se possa ser", e cujos filmes American Gigolo, Patty Hearst e Light Sleeper incluem finais parecidos com o de Pickpocket em sua totalidade.[carece de fontes?]
Além disso, seu roteiro para Taxi Driver, de Martin Scorsese, sustenta muitas similaridades, incluindo a narração confessional e a visão voyeurista da sociedade.[carece de fontes?]
A admiração de Schrader por Pickpocket se completou com sua participação em extras de um lançamento da The Criterion Collection, de 2005. A frieza do tratamento, o rigor e a economia dos efeitos psicológicos faz deste filme um grande clássico da escola Bresson.[carece de fontes?]

## Principais prêmios e indicações
Festival de Berlim 1960 (Alemanha)
- Indicado ao Urso de Ouro (melhor filme).[carece de fontes?]